# 크리스티나 페르난데스
크리스티나 페르난데스 데 키르치네르(스페인어: Cristina Elisabet Fernández de Kirchner, 1953년 2월 19일 ~ )는 아르헨티나의 여성 정치가이다. 아르헨티나의 제43대 대통령 네스토르 키르치네르의 부인이며, 2007년 대통령 선거에 출마하여 당선돼 대통령으로 재임했고, 2011년 대선에서 승리해 재선에 성공했다. 2015년 12월 10일 퇴임함과 동시에 대통령직이 마우리시오 마크리로 넘어갔다. 남편의 성인 키르치네르 대신 결혼 전 성인 페르난데스만 써서, 크리스티나 페르난데스(Cristina Fernández)라 부르는 경우가 많다.

## 대통령이 되기 전 생애
크리스티나 페르난데스는 1953년 2월 19일 부에노스아이레스주 라플라타에서 태어났다. 라플라타 국립 대학교에서 법학을 전공했으며, 대학 재학 중 네스토르 키르치네르를 만나 1975년 결혼했다. 페론주의 계열의 정의당에서 활동하며 정치활동을 시작했다. 그러나 군부 정권이 들어선 후 페론주의 계열이 탄압을 받게 되자 정계에서 떠나 남편 네스토르 키르치네르와 함께 남편의 고향인 산타크루스 주로 내려가 리오가예고스에서 변호사로 활동했다.
1980년대 후반, 군부 정권이 물러난 후, 정치활동을 재개하여 산타크루스 주의회 의원으로 선출됐다. 1995년, 산타크루스 주 연방 상원의원, 1997년 연방 하원의원으로 선출됐고, 2001년 상원의원이 됐다. 남편의 대통령 당선 이전에도, 그는 남편보다 더 전국적으로 유명한 정치인이었다. 2003년 네스토르 키르치네르가 페론주의자들의 선거연합인 승리를 위한 전선의 유력한 대통령 후보로 떠오르면서, 적극적으로 선거운동을 도와 남편의 당선에 기여했다. 남편이 대통령이 된 후에도 계속 상원의원으로 활동하면서 남편의 정책 집행에도 깊숙이 관여했고, 뛰어난 언변과 능숙한 대인관계로 인기가 높았다. 2005년에는 부에노스아이레스 주로 지역구를 바꿔 상원의원 선거에 출마해 당선됐다. 2007년 10월 남편의 후임을 선출하는 선거에서 승리를 위한 전선 후보로 출마했다. 44.92%의 득표율로 승리, 대통령에 당선됐다. 세계 최초로 부부가 모두 연이어 직접 대통령에 당선되는 기록을 세웠다. 그 해 12월 10일 취임식을 갖고, 이사벨 페론 이후 아르헨티나의 두 번째 여성 대통령이 됐다.

## 대통령 취임 이후

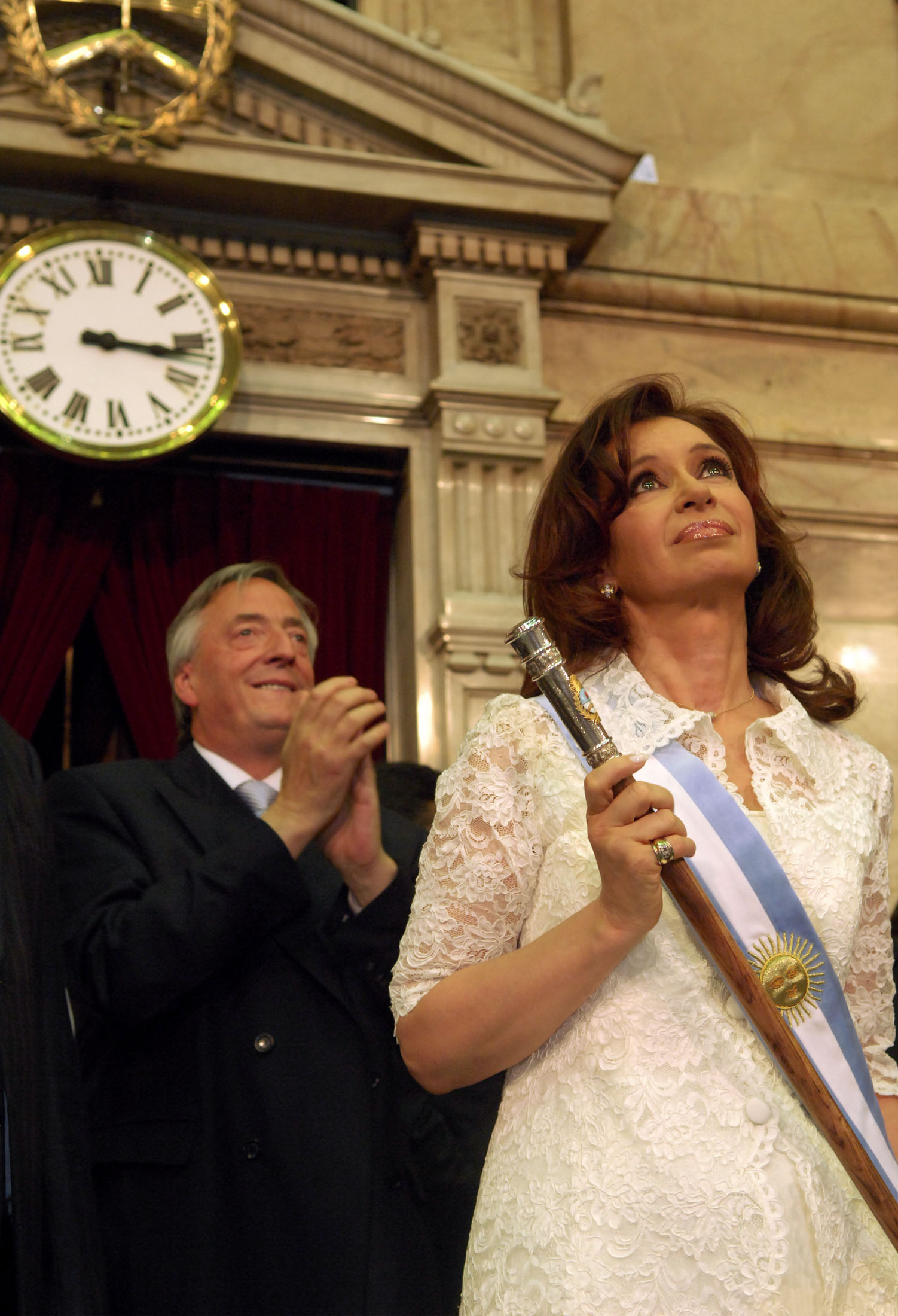
키르치네르 부부

취임 이후 크리스티나 페르난데스 데 키르치네르는 영국이 관할 중인 포클랜드 제도의 조차반환을 위해 노력하였다. 페르난데스는 2008년 인플레이션 억제를 내세워 농축산물 수출세 인상을 시도하다 전국적인 시위와 야당의 반대에 막혀 좌절했다. 2009년 6월 말 실시된 총선에서 집권당인 승리를 위한 전선이 패배해 과반 의석을 잃었다. 2010년 10월 말 크리스티나 페르난데스는 임기 중 남편이 사망하여 미망인이 됐다. 2011년 대통령 선거 직전, 그는 60%대의 높은 지지율을 얻고어 재선이 유력했으며, 결국 2011년 10월 23일에 치러진 아르헨티나 대통령 선거에서 53%라는 압도적인 득표를 기록하며 재선에 성공했다.
재선 이후 경제상황 악화와 정계 대립으로 지지율이 다소 떨어졌으나, 2015년부터 다시 지지율이 올라가는 추세를 보였다. 그러나 대통령은 재선까지밖에 안되므로 2015년 3선 출마는 불가능하다.
2015년 12월 10일, 당선자 마우리시오 마크리에게 권한을 넘기고 퇴임하였으나. 2019년 아르헨티나 대통령 선거에서 알베르토 페르난데스의 당선으로 부통령에 임명을 하게 되었다.

## 언론의 영향력 평가
2008년, 그녀는 경제 전문지 포브스가 선정한 '세계에서 가장 영향력있는 여성 100인' 순위중 13위에 선정됐다. 2009년에는 같은 순위중 11위에 올랐고, 2010년에는 68위로 떨어졌다.
한편 2010년 타임이 선정한 세계 10대 여성 지도자 목록에 세 번째로 올랐다.

## 기타
- 2010년 FIFA 월드컵 당시 아르헨티나가 지역예선에서 너무나 심하게 고전을 했는데 디에고 마라도나가 감독으로서 너무 심하게 부진하자 직접 마라도나를 찾아가서 훈계했다.
- 남편인 네스토르 키르치네르는 그녀가 대통령으로 재임하는 기간에 서거했다.
- 교황 프란치스코와는 프란치스코가 추기경, 크리스티나 페르난데스가 상원의원일 때부터 사이가 그다지 좋지 않았다.

## 같이 보기
- 승리를 위한 전선
- 정의당
- 페론주의
- 키르치네르주의
- 사회민주주의
- 아르헨티나
- 네스토르 키르치네르
- 알베르토 페르난데스

## 역대 선거 결과
| 선거명      | 직책명                         | 대수 | 정당             | 득표율 | 득표수       | 결과 | 당락 |
| ----------- | ------------------------------ | ---- | ---------------- | ------ | ------------ | ---- | ---- |
| 2005년 선거 | 상원의원 (부에노스아이레스 주) | -대  | 승리를 위한 전선 | 50.08% | 3,056,572표  | 1위  |      |
| 2007년 선거 | 아르헨티나의 대통령            | 44대 | 승리를 위한 전선 | 45.28% | 8,652,293표  | 1위  |      |
| 2011년 선거 | 아르헨티나의 대통령            | 45대 | 승리를 위한 전선 | 54.11% | 11,865,055표 | 1위  |      |
| 2019년 선거 | 아르헨티나의 부통령            | 37대 | 정의당           | 48.24% | 12,945,990표 | 1위  |      |